# 佐山二郎
佐山二郞（さやま　じろう、1947年-　）は、軍事技術史研究家。
岡山県岡山市生まれ。拓殖大学商学部卒業。会社勤務のかたわら、火砲を中心とした軍事技術史を研究。東京鉄鋼埠頭勤務。

## 著書
- 『日本の大砲』竹内昭共著 出版協同社 1986
- 『大砲入門 陸軍兵器徹底研究』光人社NF文庫 1999
- 『小銃拳銃機関銃入門 日本の小火器徹底研究』光人社NF文庫 2000
- 『工兵入門 技術兵科徹底研究』光人社NF文庫 2001
- 『機甲入門 機械化部隊徹底研究』光人社NF文庫 2002
- 『日本陸軍の傑作兵器駄作兵器 究極の武器徹底研究』光人社NF文庫 2003
- 『日露戦争の兵器』光人社NF文庫 2005
- 『日本陸軍の火砲高射砲 日本の陸戦兵器徹底研究』光人社NF文庫 2010
- 『迫撃砲噴進砲他 日本陸軍の火砲 日本の陸戦兵器徹底研究』光人社NF文庫 2011
- 『日本陸軍の火砲歩兵砲対戦車砲他 日本の陸戦兵器徹底研究』光人社NF文庫 2011
- 『日本陸軍の火砲要塞砲 日本の陸戦兵器徹底研究』光人社NF文庫 2011
- 『続・日本陸軍の火砲機関砲要塞砲 日本の陸戦兵器徹底研究』光人社NF文庫 2012
- 『野戦重砲 騎砲他 日本陸軍の火砲 日本の陸戦兵器徹底研究』光人社NF文庫 2012
- 『野砲山砲 日本陸軍の火砲 日本の陸戦兵器徹底研究』光人社NF文庫 2012

## 注
1. ↑  『小銃拳銃機関銃入門』著者紹介